# 23-я кавалерийская дивизия (СССР)
23-я кавалерийская дивизия — воинское соединение ВС СССР периода Великой Отечественной войны, сформированное летом 1941 года в Закавказском военном округе. Участвовало в Иранской операции 1941 года.

## Формирование и состав
23-я кавалерийская дивизия сформирована в период с 25 по 30 июля 1941 года в городе Степанакерт Азербайджанской ССР согласно приказу Командующего войсками ЗакВО от 22 июля 1941 года.
Согласно данному приказу к исходу 26 июля 24-я кавалерийская дивизия ЗакВО  должна была быть переведена на новый штат с общим числом 3280 чел. с выделением равноценной кавалерийской дивизии №_ по тому же штату (3 кавполка и спецчасти). Из 24-й кавалерийской дивизии (4-х полкового состава) в состав дивизии №_ был полностью выделен  56-й кавполк. Остальные два кавполка формировались из четвёртых эскадронов всех полков 24-й кавдивизии. К 30 июля части дивизии в основном закончили комплектование, имея значительный некомплект как в личном, так и конском составе. Новая дивизия получила имя 23-й кавалерийской дивизии, её полки получили нумерацию – 14 (бывший 56 кп), 21, 118. Журнал боевых действий начат 30 июля 1941 года.

## Участие в Иранской операции 1941 года
После начала Великой Отечественной войны войска ЗакВО были приведены в боевую готовность и в августе были сконцентрированы вдоль границы с Ираном. На основании боевого приказа Командующего 47-й армией 23-я кавалерийская дивизия ранним утром 25 августа 1941 года следуя за 6-й танковой дивизией форсировала пограничную реку Аракс и двинулась по намеченному ей маршруту. В первый день дивизия, не встречая противника, совершила марш протяжённостью 70 км. 28 августа произошёл бой на Кушинском перевале. Противник был рассеян. За 10 суток дивизия прошла 691 км. Переход к месту назначения (западные окрестности солёного озера Урмия) совершался в тяжёлых климатических условиях (сильная жара), в условиях горной местности, каменистого грунта (бездорожье), перебоев с подвозом продфуража, в отсутствие воды на значительном участке маршрута. 29 августа с боем был занят город Урмия на берегу одноимённого озера. Захвачено в плен около 2500 иранских военнослужащих. Управление дивизии разместилось в Урмия (Резайе). На части дивизии была возложена охрана иранско-турецкой границы и очистка участков от вооружённых групп и войск Ирана.

## Советские войска в Иране
23-я кавалерийская дивизия находилась в Иране с 25 августа 1941 года по июнь 1946 года.
В январе 1942 года дивизия вошла в состав вновь сформированного 15-го кавалерийского корпуса Закавказского фронта.

## Командный состав (на 30.07.1941)[2]
Селиванов Алексей Гордеевич, полковник, командир 23 кд (бывший начальник штаба 24 кд),
Гоголев Сергей Матвеевич, полковой комиссар, военный комиссар 23 кд (бывший начальник политотдела 24 кд),
Мустафа Курд Саидович, майор, начальник штаба 23 кд (бывший начальник штаба 157 кп 24 кд),
Шиловский Алексей Фёдорович, батальонный комиссар, начальник политотдела 23 кд (бывший комиссар 157 кп),
Садурский, капитан, начальник 1-го отделения,
Кусимов Тагир Таипович, майор, командир 14 кп 23 кд (бывший помощник командира 56 кп 24 кд), Герой Советского Союза (1944)
Ишмуратов Шариф Закирович, полковник, командир 21 кп 23 кд.

## Командиры дивизии
Селиванов Алексей Гордеевич, полковник, командир 23 кд (бывший начальник штаба 24 кд),
Смирнов Иван Иванович, полковник (11.08.1943–июнь 1946)